# Elvire
Pour les articles homonymes, voir Elvira.
Elvire est un nom propre.

## Un nom de personne puis un prénom
Elvire est un prénom féminin d'origine germanique, devenu typiquement ibérique (Elvira), probablement introduit en Espagne et au Portugal par les Wisigoths (voire les Suèves) autour des VIe et VIIe siècles, ou peut-être aussi devenu populaire à cause d'une ressemblance avec le nom ancien d'une grande ville de la péninsule (voir ci-dessous). Les premières Elvire connues sont des nobles et princesses espagnoles qui vécurent autour du Xe siècle.
Les Elvire sont souvent nommées en l'honneur de la sainte chrétienne, voir ci-dessous.
- Pour l'ensemble des articles sur les personnes portant ce prénom, consulter :
  - la liste des articles dont le titre commence par ce prénom
  - les listes produites par Wikidata : Liste des personnes de prénom « Elvira » — même liste en incluant les éventuels prénoms composés qui contiennent « Elvira ».

### Une sainte chrétienne
- Elvire (XIIe siècle), abbesse du monastère d'Ohren en Rhénanie ; fêtée le 16 juillet[1].

### Une princesse
- Elvire de Bavière (1868-1943) comtesse Rodoplhe Wrbna-Kaunitz-Rietberg-Questenberg und Freudental, membre de la Maison royale de Bavière et proche parente des Maisons Royales de France, d'Espagne et d'Italie.

## Des personnages de fiction

### Théâtre et opéra classiques et variété
- Elvire, bafouée par l'inconstant Dom Juan, est une figure de l'innocence trompée que l'on retrouve dans Le Festin de Pierre de Molière. Après avoir épousé Dom Juan, elle découvre la face dissimulée de ce personnage ambigu, par le nombre de ses infidélités. Incarnations de l'honneur espagnol, ses deux frères partent à la recherche de Don Juan en vue de le contraindre à rejoindre leur sœur qu'il a tirée de son couvent. C'est encore elle qui tente vainement d'amener son époux libertin à se convertir.
- Elvire, gouvernante de Chimène dans Le Cid de Pierre Corneille.
- Elvire, pièce en trois actes de Henry Bernstein.
- Donna Elvira, « Donna Elvire » dans les traductions françaises, est une femme délaissée par Don Giovanni dans l'opéra de Mozart, livret de da Ponte.
- la "charmante Elvire" qui sourit dans la chanson interprétée par Serge Reggiani en 1967 : "Les loups sont entrés dans Paris".
- Elvire, une chanson d'Alain Bashung (co-écrite avec Jean Fauque) parue sur l'album Chatterton (1994).
- Elvira est l'héroïne de l'opéra de Bellini, I Puritani.
- Elvira est un personnage campé par l'actrice Cassandra Peterson, figurant dans une comédie d'épouvante et dans une émission télévisée des années 1980.
- Elvira est un personnage campé par l'actrice Michelle Pfeiffer, dans le film Scarface
- Elvira Almiraghi est un personnage campé par l'actrice Franca Valeri dans le film Il vedovo de Dino Risi (1959).

### Poésie
- Elvire, nom poétique qui désigne un idéal féminin inspiré de trois femmes qui ont partagé la vie du poète Alphonse de Lamartine dans son recueil Méditations Poétiques (dont Julie Charles, premier grand amour et amante du poète).

### Cinéma
- Elvire, personnage du film Le Viager.